# E64
La ruta europea E64 és una carretera que forma part de la Xarxa de carreteres europees. Comença a Torí (Itàlia) i finalitza a Brescia (Itàlia). Té una longitud aproximada de 246 km i una orientació de nord a sud. La ruta transcorre sempre per Itàlia.